# Pukotinjarke
Pukotinjarke (hazmofiti), vrste biljaka koje rastu u pukotinama stijena. Naziv hazmofiti dolazi od grč. khásma: ždrijelo, pukotina + -fit., od, phyton biljka.
Jedan od primjera hazmofita u Hrvatskoj je alohtona vrsta stablasti petolist ili stablasti petoprst (Potentilla caulescens), po životnom obliku hemikriptofit., ali joj pripadaju i mnogi Endemi hrvatske flore kao što su hrvatska bresina (Micromeria croatica), prozorski zvončić (Campanula fenestrelata), istarski zvončić (Campanula istriaca), tommasinijev zvončić (Campanula tommasinii) kitajbelov jaglac (Primula kitaibeliana) i mnoge druge.